# عنایت‌الله مجیدی
عنایت‌الله مجیدی از پژوهش‌گران تاریخ منطقه الموت است.

## زندگی
متولد ۱۴ آذر ماه ۱۳۲۲ شمسی در قریة کوشک بخش رودبار و الموت استان قزوین
تحصیلات ابتدایی را در روستای زادگاهش به اتمام رساند و سپس برای ادامه تحصیل به تهران آمد. وی در رشته منقول (حقوق اسلامی) تحصیل کرد و سال‌ها به شغل کتابداری مشغول بود
وی از شاگردان استاد بدیع‌الزمان فروزانفر بود و به پیشنهاد وی در سال ۱۳۳۸ به عنوان کتابدار در دانشکده علوم معقول و منقول (الهیات و معارف اسلامی) مشغول کار شد. اکنون بازنشسته‌است و مسوولیت کتابخانه و مرکز اسناد مرکز دایرةالمعارف بزرگ اسلامی را برعهده دارد.

## آثار
- نامه قزوینی به فروزانفر
- شرح احوال و آثار دکتر محمد معین
- فهرست آثار دکتر زرین کوب
- مجموعه مقالات نقد و نظر درباره حافظ
- مجمل رشوند، محمدعلی خان رشوند، تصحیح به همراه دکتر ستوده
- میمون دژ الموت (بررسی تاریخی و جغرافیایی) نویسنده: عنایت الله مجیدی

## منبع
- دایره المعارف بزرگ اسلامی